# 教材研究
教材研究（きょうざいけんきゅう）とは、教諭や職業訓練指導員、その他何かを教授する立場の者が、授業や指導に当たってあらかじめ教授する内容について理解を深めるための作業である。

## 概要
人に教える立場にある者が、事前に教授の内容である知識を深めたり、技能を向上させたりする作業を指す。一部では、教科書や配布教材などを作成する、いわゆる教材の作成の一部を示す言葉として用いられていることがあるが、あくまで教材作成は教材研究の一要素でしかないため、その用法は適当でない。
教材研究は以下の目的で実施される。
価値判断
想定している内容が本当に教える価値を持っているか判断する。また、必要な項目か冗長な項目か精査する。
知識や技能の修得
効果的な指導には、教授する内容についての理解が必須である。また、実技に関わる指導では、指導側が手本・見本となる実技・作品を提示しなければならない場合が多く、知識や技能の修得が求められる。
関連知識・技能の修得
視野を広げ、動機づけの材料や、応用性の向上などを求める。また、具体例などを探し出す。
知識や技能の最適化
知識や技能の適切な体系化・構造化は理解のしやすさを向上させる。
教材の作成
適切な教材を作成するために、他の教材を参考にする。

## 教材研究の手法
代表的な教材研究の手法を以下に示す。
文献研究
教科書や論文、統計資料などから情報を収集する。
実験研究
実際に実験を行い、事実の裏づけや実験結果の取得、実験における注意点の抽出などを行う。
作業研究
実際に作業を行い、技能の向上や作業におけるコツや感覚といった情報の収集を行う。
フィールドワーク
実際に現地に出向いて見学や質問・観察を行って、情報を収集する。